# دارنيوس
بلدية دارنيوس (بالإسبانية: Darnius) هي بلدية تقع في مقاطعة جرندة التابعة لمنطقة كتالونيا شمال شرق إسبانيا.

## الديموغرافيا
بلغ عدد سكان بلدية دارنيوس 528 نسمة عام 2011 (وفقاً للمعهد الوطني الإسباني للإحصاء).
| 531 | 515 | 519 | 543 | 537 | 536 | 528 |

## أعلام
- ألان بارو